# Black Art
La Black Art è  un'etichetta discografica giamaicana fondata nel 1973 da Lee "Scratch" Perry. Sciolta dopo pochi anni di attività viene rifondata dal figlio Omar, la nuova Black Art, con sede in Gran Bretagna, ristampa singoli sia della vecchia etichetta che di etichette correlate, come la Upsetter Records.

## Catalogo originale
Catalogo dell'etichetta originale.

### Album
- 1973 - Silvertones - Silver Bullets
- 1977 - George Faith - Super Eight
- 1977 - The Congos - Heart of the Congos
- 1978 - The Congos - Heart of the Congo Man
- 1980 - The Upsetters - Cloak and Dagger
- 1980 - The Heptones - Heptones Disco Dub

### Singoli

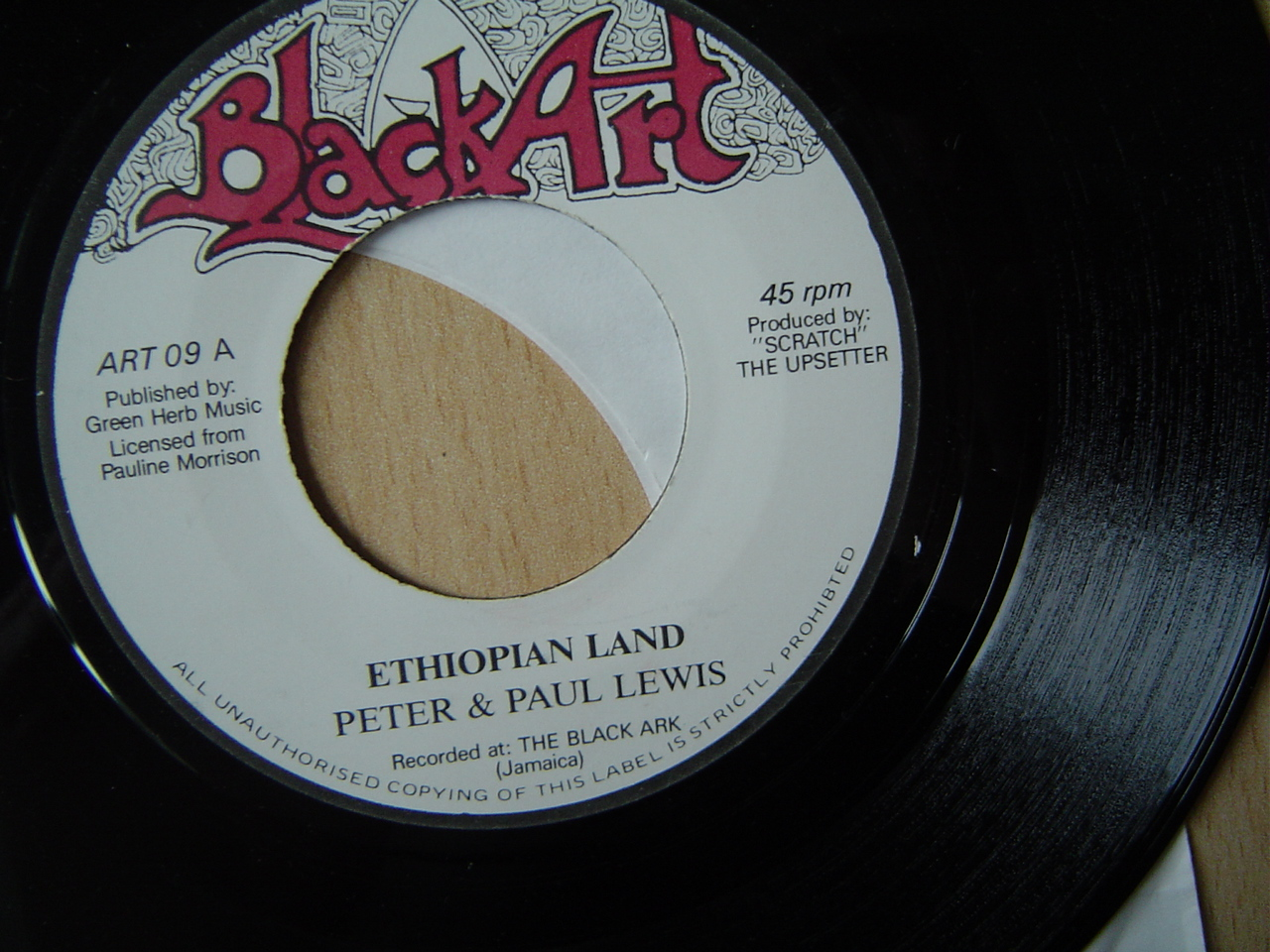
Ethiopian Land di Peter & Paul Lewis, sette pollici registrato al Black Ark e prodotto da Lee Perry su etichetta Black Art.

- ? - Jah Lloyd / Max Romeo - Leggo / Fire Fe The Vatican
- ? - Max Romeo / The Upsetters - One Step Forward / One Dub Forward
- ? - The Upsetters - Thanks We Get / Ungreatful Skanks
- 1973 - Anett Clarke / The Upsetters - Just One Look / Dub Power
- 1974 - Lee Perry & The Upsetters - Kiss Me Neck / Da Ba Da
- 1974 - The Upsetters / Cynty and the Monkees - Lady Dragon / Lady Lady
- 1974 - The Upsetters - Enter The Dragon / Exit The Dragon
- 1975 - I-Roy - Tea Pot
- 1976 - The Heptones / The Upsetter - Sufferers Time / Sufferers Dub
- 1976 - James Booms / The Upsetter - Psalms Twenty / Proverbs Of Dub
- 1976 - Prince Jazzbo / The Upsetter - Natty Past Through Rome / Rockstone Dub
- 1976 - Jah Lloyd - I and I a Search for Survival
- 1976 - Devon Irons / The Upsetters - Ketch Vampire / Ketch a Dub
- 1977 - Lloyd & Devon / The Upsetters - Wolf Out Deh / Shepeard Rod
- 1977 - Junior Murvin / Earl Smith & The Upsetters - Philistines On The Land - Bingo Kid
- 1977 - Eric Donaldson & The Keytones / The Upsetters - Stand Up / Dub Fa Yu Right
- 1977 - Junior Murvin / The Upsetter - Roots Train / Dub No.1
- 1977 - The Meditation - No Peace / Version
- 1977 - Eric Donaldson - Freedom Street / Freedom Dub
- 1977 - The Congos / The Upsetters - Ark Of The Covernant / Noah Sugar Pan
- 1977 - Peter & Paul Lewis - Ethiopian Land / Land Mark Dub
- 1978 - Debra Keese & The Black Five - Travelling / Nyambie Dub
- 1978 - George Faith / The Upsetters - Guide Line / Dub Line
- 1978 - Michael Campbell & Lee Perry / Lee Perry - Dread at the Control / Control Dub
- 1978 - Michael Campbell / Michael Campbell - Dread at the Control / Control Dub
- 1978 - Lee Perry - Bafflin' Smoke Signal / Black Smoke Signal
- 1978 - Isha Morrison - Be With You / Version
- 1978 - The Shadows / The Upsetters - Brother Noah / Noah Dub
- 1978 - The Meditations / The Upsetters - House Of Parliament / Dub Of Parliament
- 1978 - The Meditations - Think So / Dub So
- 1978 - Earl Sixteen - Cheating / Version

## Catalogo della seconda edizione
Si tratta di ristampe dei singoli usciti in origine negli anni settanta.

### Singoli
- The Upsetter - Enter the Dragon / Black Belt Jones (ART 1A / ART 1B)
- Lee Perry / Jah Lion - White Belly Rat (ART 2A / ART 2B)
- Junior Byles / King Medius - Fever / This World (ART 3A / ART 3B)
- The Mystic / The Upsetters - Forward With Jah Orthodox / Orthodox Dub (ART 4A / ART 4B)
- Devon Irons / The Upsetters - When Jah Comes / Iron Dub (ART 5A / ART 5B)
- Bunny & Ricky / The Upsetters - Freedom Fighter / Iron Wolf (ART 6A / ART 6B)
- Augustus Pablo / Pablo & Jah T. - Hot & Cold Version 1 / Lick The Pipe Peter (ART 7A / ART 7B)
- Junior Byles / The Upsetters - The Long Way / All The Way (ART 8A / ART 8B)
- Peter & Paul Lewis / The Upsetters - Ethiopian Land / Dub Land (ART 9A / ART 9B)
- Danny Hensworth / The Upsetters - Mr Money Man / Money Dub (ART 10A / ART 10B)
- Junior Ainsworth / The Upsetters - Thanks And Praise / Thanks & Dub (ART 11A / ART 11B)
- Dillinger / Prince Django - Middle East Rock / Hot Tip (ART 12A / ART 12B)
- Lee & Junior / The Upsetters - Dreader Locks / Militant Rock (ART 13A / ART 13B)
- Max Romeo / The Upsetters - One Step Forward / One Step Dub (ART 14A / ART 14B)
- Junior Delgado / The Upsetters - Sons of Slaves / Sons Of Dub (ART 15A / ART 15B)
- The Heptones / The Upsetters - Mistry Babylon / Mistry Dub (ART 16A / ART 16B)
- Sons of Light / The Upsetters - Land of Love / Land of Dub (ART 17A / ART 17B)
- The Block Notes / The Upsetters - African Style / African Dub (ART 18A / ART 18B)
- The Silvertones / The Upsetters - Rejoice Jah Jah Children / Rejoicing Skank (ART 19A / ART 19B)
- Augustus Pablo / The Upsetters - Vibrate Onn / Vibrate Dub (ART 20A / ART 20B)
- Brent Dowe / The Upsetters - Down Here In Babylon / If The Cap Fits (ART 21A / ART 21B)
- Lee Perry / The Upsetters - Bathroom Skank / Washroom Skank (ART 22A / ART 22B)
- Jah Lion  - Columbia Collie / Wisdom (ART 23A / ART 23B)
- Carlton Jackson / The Upsetters - History / Old Dub (ART 24A / ART 24B)
- U-Roy & The Upsetters / Big Youth - Dreamland c/w Version / Moving On (ART 25A / ART 25B)
- Junior Murvin / The Upsetters - Philistines on the Land / Bingo Kid (ART 26A / ART 26B)
- The Hurricanes / The Upsetters - You Can Run / You Can Dub (ART 27A / ART 27B)
- The Gladiators / The Upsetters - Time / Dub In Time (ART 28A / ART 28B)
- Juks Dread & Big Youth / The Upsetters - 23rd Psalm / 23rd Dub (ART 29A / ART 29B)
- Augustus Pablo & Lloyd Young / The Groovers - Our Man Flint / Pi-A-Ring (ART 30A / ART 30B)